# Magadan
Magadan (russisk: Магадан, tr. Magadan) er administrativt center i Magadan oblast i den fjernøstlige del af Den Russiske Føderation beliggende ved det Okhotske hav med 89.193(2024) indbyggere.
Magadan blev grundlagt i 1933.

## Geografi

### Klima
| Vejr for Magadan        | Vejr for Magadan | Vejr for Magadan | Vejr for Magadan | Vejr for Magadan | Vejr for Magadan | Vejr for Magadan | Vejr for Magadan | Vejr for Magadan | Vejr for Magadan | Vejr for Magadan | Vejr for Magadan | Vejr for Magadan | Vejr for Magadan |
|                         | Jan              | Feb              | Mar              | Apr              | Maj              | Jun              | Jul              | Aug              | Sep              | Okt              | Nov              | Dec              | År               |
| ----------------------- | ---------------- | ---------------- | ---------------- | ---------------- | ---------------- | ---------------- | ---------------- | ---------------- | ---------------- | ---------------- | ---------------- | ---------------- | ---------------- |
| Gennemsnitlig maks °C   | −13,8            | −12,7            | −7,9             | −1,5             | 5                | 11,3             | 14,8             | 15               | 10,3             | 1,7              | −7,2             | −12,4            | 0,2              |
| Gennemsnitlig °C        | −16              | −15,4            | −11,2            | −4,5             | 2,3              | 8,3              | 12,3             | 12,4             | 7,6              | −0,8             | −9,5             | −14,6            | −2,4             |
| Gennemsnitlig min °C    | −18,2            | −18              | −14,4            | −7,4             | −0,5             | 5,3              | 9,7              | 9,8              | 5                | −3,2             | −11,9            | −16,7            | −5               |
| Gennemsnitlig nedbør mm | 15,7             | 13               | 16,8             | 32,1             | 36,6             | 46,5             | 73,1             | 97,8             | 84,5             | 75,5             | 58,1             | 25,1             | 574,8            |
| Kilde: Погода Магадан   |                  |                  |                  |                  |                  |                  |                  |                  |                  |                  |                  |                  |                  |

## Venskabsbyer
- Anchorage, USA (1991)
- Tonghua, Kina (1992)
- Jelgava, Letland (2006)